# Richard Callaghan
Richard Callaghan (ur. ok. 1945) – amerykański łyżwiarz figurowy i trener łyżwiarstwa figurowego specjalizujący się w konkurencji solistów i solistek. Był wieloletnim trenerem mistrzyni olimpijskiej 1998 Tary Lipinski i mistrza świata Todda Eldredge.

## Życiorys

### Oskarżenia
W kwietniu 1999 roku 36-letni Craig Maurizi, były łyżwiarz figurowy, uczeń Callaghana, a następnie jego współpracownik oskarżył go o wieloletnie molestowanie seksualne. Maurizi twierdził, że pierwsze niewłaściwe zachowanie Callaghana pojawiło się, gdy miał on 13 lat, zaś gdy miał 18 lat nadużył swojej pozycji autorytetu jako trenera, aby zapoczątkować pełny stosunek seksualny kontynuując to dopóki Maurizi nie skończył 22 lat. Jak powiedział Maurizi, jego relacje seksualne z Callaghanem istniały z przerwami aż do 1997 roku. Amerykański Związek Łyżwiarstwa figurowego (ang. U.S. Figure Skating) odrzucił skargę dt. molestowania seksualnego przeciwko Richardowi Callaghanowi, orzekając, że jego oskarżyciel, Craig Maurizi nie złożył zażalenia w ciągu 60 dni od domniemanego wykroczenia wymaganego przez federalny regulamin. W tym czasie Callaghan miał ugruntowaną pozycję trenerską w Stanach Zjednoczonych, gdyż poprowadził Tarę Lipinski do mistrzostwa olimpijskiego 1998 w Nagano. Callaghan zaprzeczył zarzutom i twierdził, że Maurizi próbował zniszczyć jego reputację zawodową w wyniku sporu z poprzedniego roku, który powstał, gdy Lipiński zwolniła Callaghan i nazwała Mauriziego swoim oficjalnym pierwszym trenerem. Callaghan zrezygnował z pracy w klubie Detroit SC przenosząc się na inne lodowisko w tym mieście i kontynuował pracę z dotychczasowymi uczniami. W następnych latach przeniósł się na Florydę, gdzie pracował m.in. na Germain Arena.

### Zawieszenie i dyskwalifikacja
6 marca 2018 roku, 73-letni Callaghan został zawieszony organizację SafeSport i amerykańską federację. Callaghan pozwał SafeSport, ale pozew został oddalony.
W sierpniu 2019 roku kolejny były uczeń Callaghana, Adam Schmidt, złożył przeciwko niemu skargę dt. molestowania seksualnego w latach 1999–2001, gdy Schmidt miał zaledwie 14 lat. 21 sierpnia, zaledwie 12 dni po wniesieniu skargi przez Schmidta, ale 20 lat po pierwszych oskarżeniach Mauruziego, Callaghan został dożywotnio zdyskwalifikowany przez U.S. Center for SafeSport, organ nadzorujący amerykańskie olimpijskie organizacje sportowe, w związku z naruszeniem niewłaściwego zachowania seksualnego.